# Чемпионат России по фигурному катанию 2013
Чемпионат России по фигурному катанию на коньках 2013 — соревнование по фигурному катанию среди российских фигуристов сезона 2012/2013 года, организуемое Федерацией фигурного катания на коньках России.
Спортсмены соревновались в мужском и женском одиночном катании, парном фигурном катании и в спортивных танцах на льду.
Турнир прошёл с 24 по 28 декабря 2012 года в Сочи. По результатам чемпионата была сформирована сборная команда России на чемпионат Европы 2013 года.

## Участники
Состав участников чемпионата был официально объявлен 13 декабря 2012 года. В дальнейшем, произошли несколько изменений:
- Юлия Липницкая, Полина Шелепень и Ульяна Титушкина снялись с соревнований в женском одиночном катании из-за травм, и были заменены запасными: Татьяной Федосеевой, Юлией Ли и Николь Госвияни.
- В парном катании от участия в чемпионате отказались Вера Базарова и Юрий Ларионов. По словам президента ФФККР Александра Горшкова, у Юрия Ларионова, двумя неделями ранее, перед показательными выступлениями на финале Гран-при, сломался каблук на ботинке. Новые ботинки Юрий разносить не успел, и было решено не рисковать здоровьем фигуристов.[2] Пара была заменена Анастасией Губановой и Сергеем Синцовым.
- В мужском одиночном катании Артём Бородулин был заменен на Адьяна Питкеева.
- Кристина Горшкова и Виталий Бутиков снялись с соревнований танцах на льду, но не были заменены из-за отсутствия запасных.

Всего в чемпионате 2013 года приняли участие 78 спортсменов: по 18 человек в мужском и женском одиночном катании, 12 спортивных пар и 9 танцевальных дуэтов.

## Организация соревнований
Организаторы соревнований решили на чемпионате России 2013, отработать систему прохода на соревнования аналогичную той, что будет функционировать на Олимпиаде. В связи с этим, билеты на чемпионат в свободную продажу не поступали, каждый человек, попадающий на стадион, должен был обратиться в Федерацию и пройти проверку в службах безопасности, после этого выдавались приглашения. В связи с этими ограничениями, зрителей в 12-тысячном дворце спорта было крайне мало.
В танцах на льду, впервые в истории российских чемпионатов, были приглашены для работы иностранные судьи. Каталин Алперн из Израиля была техническим контролером, Сильвия Новак из Польши — техническим специалистом и ассистентом технического специалиста был Сергей Баранов (Украина).

## Результаты

### Мужчины
| Место | Имя                 | Регион          | Сумма баллов | КП | КП    | ПП | ПП     |
| ----- | ------------------- | --------------- | ------------ | -- | ----- | -- | ------ |
| 1     | Евгений Плющенко    | Санкт-Петербург | 265.94       | 1  | 91.68 | 1  | 174.26 |
| 2     | Сергей Воронов      | Москва          | 254.06       | 2  | 87.69 | 2  | 166.37 |
| 3     | Константин Меньшов  | Санкт-Петербург | 228.88       | 6  | 73.88 | 3  | 155.00 |
| 4     | Артур Гачинский     | Санкт-Петербург | 227.46       | 4  | 74.58 | 4  | 152.88 |
| 5     | Максим Ковтун       | Москва          | 225.02       | 3  | 75.38 | 5  | 149.64 |
| 6     | Владислав Сезганов  | Санкт-Петербург | 209.78       | 9  | 65.81 | 6  | 143.97 |
| 7     | Михаил Коляда       | Санкт-Петербург | 208.96       | 5  | 74.46 | 9  | 134.50 |
| 8     | Александр Самарин   | Москва          | 205.35       | 10 | 65.34 | 7  | 140.01 |
| 9     | Артур Дмитриев      | Москва          | 204.24       | 7  | 73.78 | 11 | 130.46 |
| 10    | Александр Петров    | Санкт-Петербург | 203.57       | 8  | 67.38 | 8  | 135.74 |
| 11    | Марк Шахматов       | Москва          | 192.30       | 12 | 61.36 | 10 | 130.94 |
| 12    | Жан Буш             | Санкт-Петербург | 190.15       | 11 | 62.60 | 12 | 127.55 |
| 13    | Андрей Лазукин      | Санкт-Петербург | 184.54       | 16 | 60.51 | 13 | 124.13 |
| 14    | Алексей Геня        | Моск. обл.      | 182.89       | 14 | 60.66 | 14 | 122.23 |
| 15    | Адьян Питкеев       | Москва          | 179.54       | 15 | 60.65 | 15 | 118.89 |
| 16    | Артём Лежеев        | Санкт-Петербург | 174.86       | 15 | 59.63 | 16 | 115.23 |
| 17    | Феодосий Ефременков | Москва          | 173.04       | 18 | 59.01 | 17 | 114.03 |
| 18    | Владислав Смирнов   | Санкт-Петербург | 161.05       | 13 | 60.95 | 18 | 100.10 |

### Женщины
| Место | Имя                   | Регион                 | Сумма баллов | КП | КП    | ПП | ПП     |
| ----- | --------------------- | ---------------------- | ------------ | -- | ----- | -- | ------ |
| 1     | Елизавета Туктамышева | Санкт-Петербург        | 196.57       | 1  | 69.50 | 1  | 127.07 |
| 2     | Елена Радионова       | Москва                 | 191.26       | 3  | 64.58 | 2  | 126.68 |
| 3     | Аделина Сотникова     | Москва                 | 190.75       | 2  | 66.99 | 3  | 123.76 |
| 4     | Серафима Саханович    | Санкт-Петербург        | 177.37       | 9  | 56.50 | 4  | 120.87 |
| 5     | Анна Погорилая        | Москва                 | 176.58       | 5  | 60.45 | 5  | 116.13 |
| 6     | Николь Госвияни       | Санкт-Петербург        | 170.67       | 8  | 57.77 | 6  | 112.90 |
| 7     | Алёна Леонова         | Москва                 | 169.64       | 6  | 59.64 | 8  | 110.00 |
| 8     | Ксения Макарова       | Санкт-Петербург        | 163.83       | 12 | 53.36 | 7  | 110.47 |
| 9     | Алсу Каюмова          | Москва                 | 163.51       | 10 | 53.89 | 9  | 109.62 |
| 10    | Полина Коробейникова  | Москва                 | 163.04       | 4  | 60.85 | 11 | 102.19 |
| 11    | Мария Ставицкая       | Санкт-Петербург        | 161.49       | 11 | 53.40 | 10 | 108.09 |
| 12    | Евгения Герасимова    | Санкт-Петербург        | 156.05       | 7  | 59.57 | 14 | 96.48  |
| 13    | Наталья Огорельцева   | Санкт-Петербург/Ижевск | 150.88       | 14 | 51.16 | 12 | 99.72  |
| 14    | Елизавета Ющенко      | Москва                 | 149.77       | 13 | 51.40 | 13 | 98.37  |
| 15    | Юлия Ли               | Москва                 | 142.43       | 16 | 47.56 | 15 | 94.87  |
| 16    | Алина Максимова       | Москва                 | 138.02       | 15 | 50.66 | 17 | 87.36  |
| 17    | Софья Бирюкова        | Москва                 | 135.69       | 17 | 46.98 | 16 | 88.71  |
| 18    | Татьяна Федосеева     | Москва                 | 129.41       | 18 | 44.71 | 18 | 84.70  |

### Пары
| Место | Имена                                        | Регион          | Сумма баллов | КП | КП    | ПП | ПП     |
| ----- | -------------------------------------------- | --------------- | ------------ | -- | ----- | -- | ------ |
| 1     | Татьяна Волосожар / Максим Траньков          | Москва          | 228.92       | 1  | 78.69 | 1  | 150.23 |
| 2     | Юко Кавагути / Александр Смирнов             | Санкт-Петербург | 207.37       | 2  | 70.19 | 2  | 137.18 |
| 3     | Ксения Столбова / Фёдор Климов               | Санкт-Петербург | 195.46       | 3  | 67.78 | 3  | 127.68 |
| 4     | Юлия Антипова / Нодари Маисурадзе            | Москва          | 178.80       | 6  | 56.96 | 4  | 121.84 |
| 5     | Евгения Тарасова / Владимир Морозов          | Москва          | 164.29       | 8  | 52.93 | 5  | 111.36 |
| 6     | Анастасия Мартюшева / Алексей Рогонов        | Москва          | 161.88       | 5  | 57.65 | 8  | 104.23 |
| 7     | Василиса Даванкова / Андрей Депутат          | Москва          | 161.76       | 4  | 58.30 | 9  | 103.46 |
| 8     | Лина Фёдорова / Максим Мирошкин              | Москва          | 160.03       | 7  | 54.30 | 6  | 105.73 |
| 9     | Мария Выгалова / Егор Закроев                | Пермь           | 154.38       | 10 | 51.92 | 10 | 102.46 |
| 10    | Кристина Астахова / Максим Курдюков          | Москва          | 153.78       | 11 | 49.00 | 7  | 104.78 |
| 11    | Екатерина Петайкина / Константин Безматерных | Москва          | 145.42       | 9  | 52.91 | 11 | 92.51  |
| 12    | Анастасия Губанова / Алексей Синцов          | Пермь           | 116.79       | 12 | 36.26 | 12 | 80.53  |

### Танцы
| Место | Имена                                | Регион     | Сумма баллов | КТ | КТ    | ПТ | ПТ     |
| ----- | ------------------------------------ | ---------- | ------------ | -- | ----- | -- | ------ |
| 1     | Екатерина Боброва / Дмитрий Соловьёв | Москва     | 174.72       | 1  | 68.05 | 1  | 106.76 |
| 2     | Елена Ильиных / Никита Кацалапов     | Москва     | 171.67       | 2  | 66.14 | 2  | 105.53 |
| 3     | Екатерина Рязанова / Илья Ткаченко   | Моск. обл. | 163.87       | 5  | 59.88 | 3  | 103.99 |
| 4     | Ксения Монько / Кирилл Халявин       | Москва     | 155.63       | 3  | 61.90 | 5  | 93.73  |
| 5     | Виктория Синицина / Руслан Жиганшин  | Москва     | 153.97       | 4  | 60.03 | 4  | 93.94  |
| 6     | Екатерина Пушкаш / Джонатан Гурейро  | Москва     | 143.11       | 6  | 57.19 | 6  | 85.92  |
| 7     | Валерия Старыгина / Иван Волобуев    | Москва     | 126.99       | 7  | 48.32 | 7  | 78.67  |
| 8     | Татьяна Батуринцева / Андрей Невский | Моск. обл. | 95.35        | 8  | 36.24 | 8  | 59.11  |
| 9     | Дарья Симинихина / Ян Глазков        | Самара     | 88.06        | 9  | 31.15 | 9  | 56.91  |

## Состав сборной команды
Состав сборной команды России для участия в чемпионатах Европы формируется исходя из результатов национального чемпионата и с учётом мнения тренерского совета. По результатам чемпионата России 2013 тренерский совет предложил исполкому Федерации следующий состав сборной:
- В мужском одиночном катании: Евгений Плющенко (1-е место), Сергей Воронов (2-е место) и Максим Ковтун (5-е место) (вместо занявшего 3-е место Константина Меньшова)[6].
- В женском одиночном катании: Елизавета Туктамышева (1-е место), Аделина Сотникова (3-е место) и Николь Госвияни (6-е место). В женском одиночном катании сборная формировалась с учётом возрастных ограничений ИСУ, так как спортсменки, занявшие 2-е, 4-е и 5-е места, ещё не имеют права участвовать в чемпионате Европы[6].
- В парном катании: Татьяна Волосожар / Максим Траньков (1-е место), Юко Кавагути / Александр Смирнов (2-е место) и заранее освобождённые от отбора на чемпионате России Вера Базарова / Юрий Ларионов[6].
- В танцах на льду: Екатерина Боброва / Дмитрий Соловьёв (1-е место), Елена Ильиных / Никита Кацалапов (2-е место) и Екатерина Рязанова / Илья Ткаченко (3-е место)[6].

Заседание Исполкома Федерации состоялось 29 декабря 2012 года в Сочи, и состав сборной, предложенный тренерским советом, был утверждён без изменений. Однако незадолго до начала чемпионата Европы пара Вера Базарова / Юрий Ларионов была вынуждена отказаться от участия из-за травмы партнера. Третьей парой от России стали запасные Ксения Столбова / Федор Климов (3 место).